# 原住民司法論集

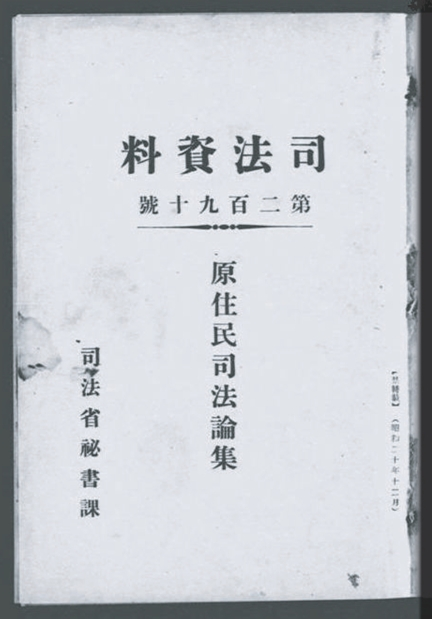
原住民司法論集（内表紙）。

原住民司法論集（げんじゅうみんしほうろんしゅう）は、司法省の司法研究論文シリーズである「司法資料」の第290号。1945年12月に刊行。

## 概要
国際団体の太平洋問題調査会は1925年からアジア開発を研究しており、イギリスやアメリカ合衆国、ドイツ（当時はナチス）の法律家は、太平洋の植民地における司法のありかたを研究し『立法比較と国際法ジャーナル』などの法学誌で情報を共有していた。大日本帝国は中国侵攻を国際的に非難されるようになり、南進論の拡大に伴い、オランダ植民協会の論文も和訳しており 、司法省もこれと並行して植民地の法制を研究したと見られる。

## 構成
著者のうちスポモは、ライデン大学卒業のインドネシア人の法律家でバタヴィア法科大学の教授であったが、日本軍の占領ののち、インドネシア独立のため、軍政司法に協力してオランダ領東インドの司法制度情報を提供した。『立法比較と国際法ジャーナル』掲載論文（以下5, 6, 10, 11, 12, 13）は、ほぼ1932年から1939年の論文である。
以下、和訳原文は国名は漢字表記。
1. 『ジャワにおける司法』。スポモ著、環昌一訳。[4]
2. 『戦前におけるスマトラの司法制度概要』（スマトラ司法資料第29号） 。スポモ著、大日本帝国スマトラ軍政司法当局訳。[5]
3. 『マレーシア占領地の裁判制度概要』（1939年マレーシア年鑑） 。イギリス領マレーシア。
4. 『オランダ領インドの司法』（植民地問題第2巻第2章）。アンヘリーノ著、ベルゲー訳、荒川正三郎訳。[6]
5. 『オランダ領東インドにおける慣習法』。ヴァンデンボッシュ著、坂野英雄訳。[7]
6. 『比較法学・原住民と植民地法』。テュルンワルト著、伊藤俊夫訳。[8]
7. 『英国委任統治領タンガニカにおける原住民司法』。ウィンケルマン著、伊藤俊夫]]訳。[9]
8. 『ドイツ国支配下のドイツ領東アフリカ・カメルン及びトーゴにおける原住民司法』。ウィンケルマン著、伊藤俊夫訳。[10]
9. 『委任統治領トーゴ及びカメルンにおける原住民裁判権』。ヴェングラー著、伊藤俊夫訳。[11]
10. 『東アフリカの司法』 (英国植民地大臣司法調査委員会)。ラッセル著、内藤頼博訳。[12]
11. 『イギリス領アフリカにおける原住民の法と慣習の承認』。ルーイン著、坂野英雄訳。[13]
12. 『イギリス刑法制度下のアフリカ原住民』。ロバーツ著、古開敏正訳。[14]
13. 『フランス属領インドにおける原住民キリスト教徒に適用すべき法の研究』。 ハーチェンローダー著、澤井種雄訳。[15]

## その他
- 翻訳者のうち内藤頼博、荒川正三郎、古開敏正、環昌一、澤井種雄は司法官僚（裁判官）であった[注釈 4]。
- 当時の司法大臣の松阪広政もまた元検事総長の革新官僚で、戦後の東京裁判によりA級戦犯として受刑した[注釈 5]。